# Grey Brydges
Grey Brydges, 5º Barão de Chandos (Sudeley, c. 1580  – Spa, 10 de agosto de 1621) foi um nobre e político inglês, Lord Lieutenant de Gloucestershire.

## Biografia
Era filho único de William Brydges, 4º Barão de Chandos, e Mary Hopton, filha de Sir Owen Hopton. Foi suspeito de participar na conspiração contra o Robert Devereux, Conde de Essex e acabou preso, mas logo foi liberado. Ele sucedeu seu pai no baronato em 18 de novembro de 1602, participou do parlamento de Jaime I entre 1603 e 1604, e foi feito cavaleiro da Ordem do Banho quando o príncipe Carlos recebeu o título de Duque de Iorque. Em 1607 casou com Anne, filha de Ferdinand Stanley, 5.° Conde de Derby e de Alice Spencer. Seus filhos George e William sucederam-no no baronato, além de ter tido três outras crianças cuja vida é mal documentada: Robert Brydges, morto na infância, Anne Brydges e Elizabeth Brydges, casada com James Tuchet, 3.º Conde de Castlehaven.
Em 2 de julho de 1609, foi nomeado guardião vitalício do Ditton Park, em Buckinghamshire. Em 1610, foi nomeado um dos oficiais no comando de uma expedição militar para os Países Baixos, que deveria proteger a cidade de Jülich contra as forças do Sacro Império Romano-Germânico. Nesta altura sua saúde já mostrava sinais de declínio. Em 8 novembro de 1617, foi indicado para receber os embaixadores russos. Em 1618, procurou tratamento na estância termal de Spa, na Bélgica, onde morreu subitamente em 10 de agosto de 1621. Seu corpo foi levado para Sudeley e ali sepultado.
Chandos vivia suntuosamente no seu Castelo de Sudeley; três vezes por semana abria sua casa para os seus vizinhos e foi um benfeitor dos pobres. Por sua liberalidade ganhou o título de "rei de Cotswolds".
Horace Walpole creditou a ele a autoria de uma coleção de interessantes ensaios publicados anonimamente em 1620, intitulados Horæ Subsecivæ.